# Per Granath (politiker)
Per Granath, född 20 april 1882 i Hälsingtuna församling, Gävleborgs län, död 17 mars 1953 i Hudiksvalls församling, Gävleborgs län, var en svensk politiker (s) och postiljon.
Granath var förste postiljon i Hudiksvall. Han var landstingsman från 1914. Han var ledamot av riksdagens andra kammare 1919–1928 (1919–1921 för Hälsinglands norra valkrets, därefter för Gävleborgs läns valkrets) och av första kammaren för Gävleborgs läns valkrets 1929–1944. Han var även farfar till skådespelaren Björn Granath.